# San Salvatore alle Coppelle
San Salvatore alle Coppelle är en kyrkobyggnad i Rom, helgad åt Frälsaren Jesus Kristus. Kyrkan är belägen vid Via delle Coppelle i Rione Sant'Eustachio och tillhör församlingen Sant'Agostino in Campo Marzio. San Salvatore alle Coppelle är Rumäniens nationskyrka i Rom. Liturgin firas enligt bysantinsk-rumänsk rit.
Tillnamnet ”Coppelle” är plural av italienskans coppella, ”liten skål”, och skall då åsyfta de hantverkare som i området tillverkade skålar. Enligt en annan teori kommer tillnamnet av latinets cupa, ”tunna”, och skall då syfta på de tunnbindare som verkade i grannskapet.

## Historia
Kyrkans tidiga historia är höljd i dunkel, men förmodligen uppfördes den under påve Celestinus III:s pontifikat (1191–1198); enligt en bevarad inskription konsekrerades kyrkan den 26 november 1195. Kyrkan bar ursprungligen namnet San Salvatore della Pietà. Enligt Ferruccio Lombardi företogs emellertid endast en restaurering och nykonsekrering av en redan befintlig kyrka det angivna året.
I mitten av 1700-talet restaurerades kyrkan under ledning av arkitekten Carlo de Dominicis.
I vänster sidoskepp återfinns gravmonumentet över kardinal Giorgio Spinola, utfört av Bernardino Ludovisi år 1744.

## Bilder
| - Dedikationsinskriptionen från år 1195. Den inleds IN NOMINE DOMINI ANN DNICE INCARN M C XCV ET ANNO V PONTIFICAT DNI CELESTINI III PP INDICTIONE XIIII MENS NOVEB DIE XXVI FACTA EST CONSECRATIO ISTIVS ECCLE. - Brevlåda på kyrkans sidovägg med inskription från år 1749. De lokala värdshusvärdarna anmodas att uppge namnen på gäster i behov av sjukvård. |